# Er Reina
Er Reina (hebreiska: א רינה) är en ort i Israel.   Den ligger i distriktet Norra distriktet, i den norra delen av landet. Er Reina ligger 343 meter över havet och antalet invånare är 15 621.
Terrängen runt Er Reina är huvudsakligen kuperad, men åt nordväst är den platt. Er Reina ligger uppe på en höjd. Runt Er Reina är det ganska tätbefolkat, med 80 invånare per kvadratkilometer. Närmaste större samhälle är Nasaret, 2,9 km söder om Er Reina. Trakten runt Er Reina består till största delen av jordbruksmark.